# Toula
Pour les articles homonymes, voir Toula (homonymie).
Ne doit pas être confondu avec Touva.
Toula (en russe : Тула) est une ville de Russie d'environ 450 000 habitants, capitale administrative de l’oblast de Toula. Située à 200 kilomètres au sud de Moscou, c'est un important centre industriel spécialisé dans la métallurgie et la fabrication d'armes. La ville, qui dispose d'un patrimoine ancien, est également une destination touristique importante.

## Géographie

### Situation
Toula est située  dans la partie européenne de la Russie à 173 km au sud de Moscou. La ville est traversée par l’Oupa, un affluent droit de l'Oka faisant partie du bassin versant de la Volga. La ville, dont l'altitude est comprise entre 150 et 170 mètres, est située dans la partie nord-est du plateau central de Russie caractérisée par des steppes typiques de la Russie méridionale. Pour cette raison, la région ne comporte que des forêts de petite taille constituée essentiellement de feuillus (les principales essences sont les chênes, les bouleaux et les érables). Les forêts les plus étendues se trouvent au nord-est et au nord-ouest du centre-ville ainsi que à la périphérie sud de la ville où elles constituent les vestiges d'une forêt plantée aux XVIe siècle et XVIIe siècle pour protéger la ville des incursions des tatars. Le territoire alentour est relativement pauvre en ressources minérales. On y trouve toutefois au sud et au sud-est de la ville du lignite qui est exploité depuis le milieu du XIXe siècle. 

### Climat
Toula a un climat continental tempéré. La température annuelle moyenne est de 5,2°C et les précipitations annuelles s'élèvent à 601 millimètres. Janvier, le mois le plus froid connait une température moyenne de -6°C le jour et de -12,6°C la nuit. En aout, mois le plus chaud, la température moyenne est respectivement de 22,4°C et de 11,6°C. Les précipitations sont les plus élevées en aout (86 mm) et les plus faibles en février (30 millimètres). L'hiver est froid et neigeux comme dans toute cette région de la Russie et l'été est chaud et ensoleillé.
| Mois                                | jan.  | fév. | mars | avril | mai  | juin | jui. | août | sep. | oct. | nov. | déc. |
| ----------------------------------- | ----- | ---- | ---- | ----- | ---- | ---- | ---- | ---- | ---- | ---- | ---- | ---- |
| Température minimale moyenne (°C)   | −12,6 | −12  | −6,4 | 1,9   | 7,6  | 11,3 | 13,2 | 11,6 | 6,9  | 2    | −3,5 | −8,8 |
| Température maximale moyenne (°C)   | −6    | −4,5 | 0,7  | 10,6  | 19,2 | 22,3 | 23,6 | 22,4 | 16,5 | 9,2  | 1,4  | −3,1 |
| Précipitations (mm)                 | 36    | 30   | 31   | 41    | 46   | 73   | 86   | 65   | 55   | 46   | 46   | 46   |
| Nombre de jours avec précipitations | 8     | 7    | 8    | 8     | 8    | 9    | 10   | 9    | 8    | 9    | 10   | 11   |

| Diagramme climatique                                  |           |           |           |           |            |            |            |           |        |           |            |
| J                                                     | F         | M         | A         | M         | J          | J          | A          | S         | O      | N         | D          |
| −6−12,636                                             | −4,5−1230 | 0,7−6,431 | 10,61,941 | 19,27,646 | 22,311,373 | 23,613,286 | 22,411,665 | 16,56,955 | 9,2246 | 1,4−3,546 | −3,1−8,846 |
| Moyennes : • Temp. maxi et mini °C • Précipitation mm |           |           |           |           |            |            |            |           |        |           |            |

## Histoire

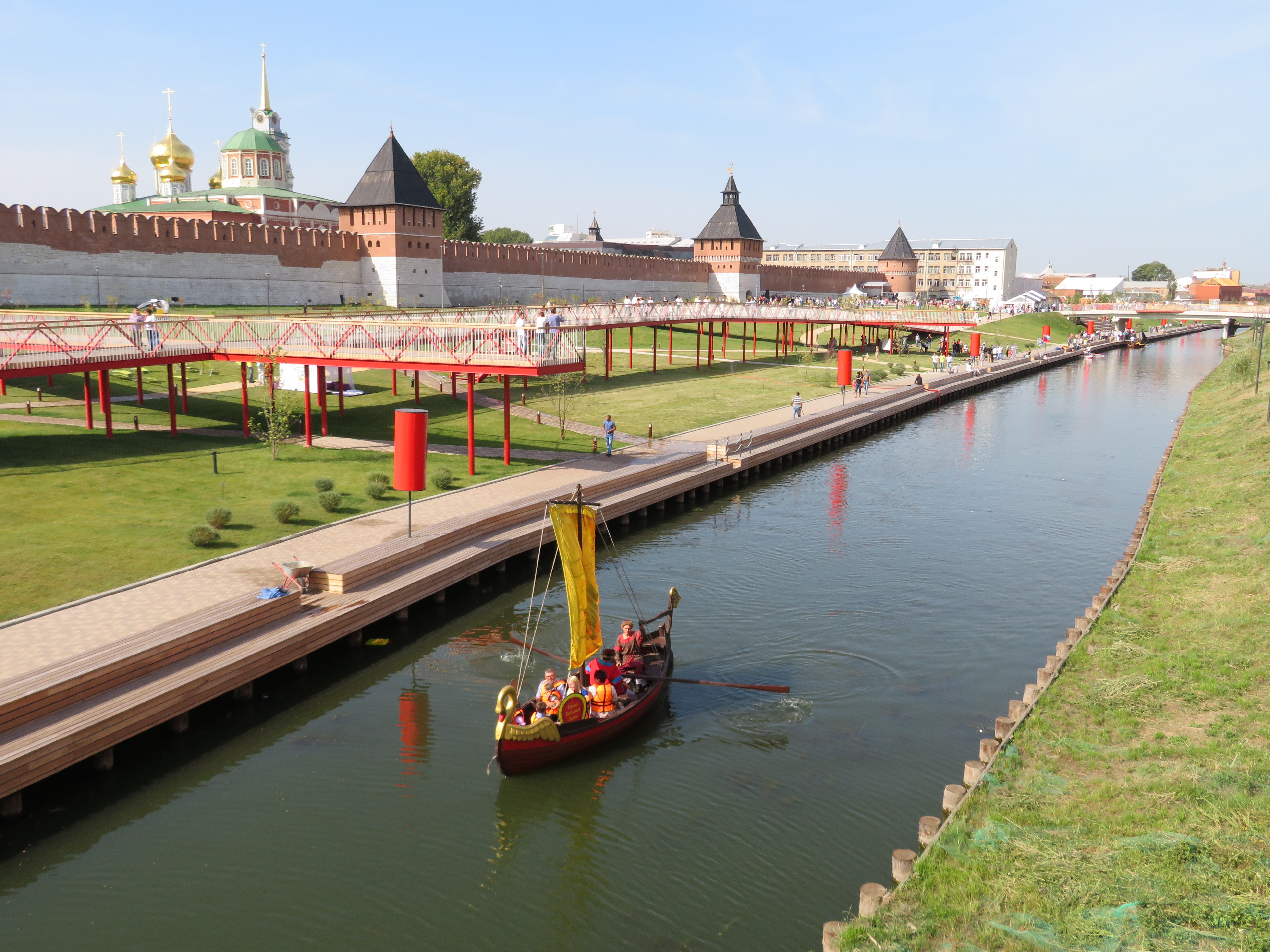
Quai sur la Toula le long du kremlin de Toula.

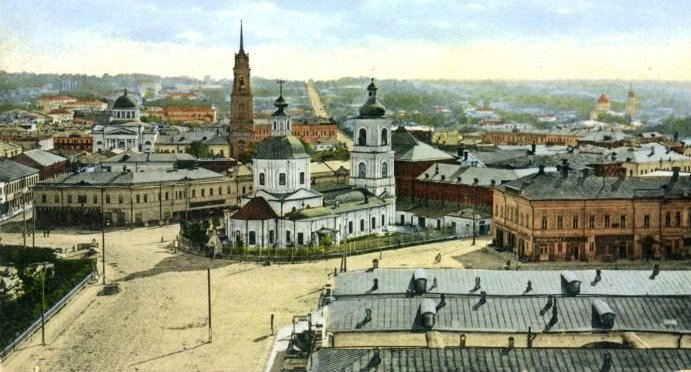
Le centre historique de Toula au début du XXe siècle.

### Origines
Le territoire de Toula est occupé depuis l'Antiquité par le peuple slave des viatitches qui vit de la culture de la terre tout en pratiquant l'artisanat et le commerce. Il existe à l'époque sur l'emplacement de la ville un village entouré d'une palissade situé au confluent des rivières Upa et Tulitsa. La première mention écrite de Toula apparait dans la chronique de Nikon. Celle-ci mentionne son existence en 1146 mais ne précise pas à quand remonte sa fondation. Toutefois la chronique de Nikon ayant été rédigée en grande partie pour légitimer les possessions des princes de Riazan, cette date est sujette à caution. La première mention fiable figure dans un contrat passé en 1382 entre le grand duc de Moscou et celui de Riazan. Les historiens supposent que Toula a été fondée par les princes de Riazan comme un poste militaire où siégeait l'administration chargée de collecter l’impôt dû aux princes par les viatitches vivant dans les forêts alentour.

### Poste frontière de la principauté de Moscou
Toula est annexée par la Grande-principauté de Moscou en 1503. La ville située à la frontière sud du territoire constitue désormais un avant-poste stratégique. Le grand duc Vassili III décide de faire de la ville une forteresse. Un kremlin (forteresse) est édifié sur la rive gauche de l'Upa en face de l'estuaire de la Tulitsa et est achevé en 1520. Son mur en briques a une épaisseur de 3,2 mètres et il comprend neuf tours. Ce dispositif est complété par une bande forestière de quatre kilomètres de profondeur qui est plantée au sud de la ville. Les arbres, qui pouvaient être abattus en cas d'attaque, devaient constituer une défense contre les intrusions de la cavalerie des tatars de Crimée. Faisant partie d'un ensemble long de 400 kilomètres, des vestiges de cette forêt sont encore visibles de nos jours. Grâce à ses fortifications, la ville parvient à repousser en 1552 une attaque des tatars de Crimée emmenée par le khan Devlet Ier Giray. En 1607 les troupes de la rébellion populaire de Ivan Bolotnikov qui a réussi à soulever tout le sud de la Russie, vaincues à Moscou, se réfugient dans le kremlin de Toula. L'armée du tsar Vassili IV Chouiski doit assiéger durant quatre mois la forteresse avant de parvenir à la prendre d'assaut.    

### Construction de la ville moderne
Au milieu du XVIIe siècle les frontières de l'état russe sont repoussés vers le sud et la ville perd son rôle de ville de garnison. Elle se tourne vers le commerce et l'artisanat. Catherine II de Russie approuve en 1779 un nouveau plan de la ville dessiné par l'architecte Andreï Vassilievitch Kvasov. La ville se développe alors en respectant ce plan radial semi-circulaire. Le centre-ville est organisé autour de voies radiales tandis qu'à la périphérie les blocs d'immeubles sont rectangulaires. Des bâtiments hébergeant les activités communautaires sont édifiés au centre tandis qu'un remblai est aménagé entre les rives du fleuve Upa et le kremlin. 

### Essor de l'industrie métallurgique
Un artisanat exploitant les gisements de fer du voisinage se développe et la production des forgerons de Toula (objets du quotidien et fusils) deviennent rapidement renommés dans tout le pays. Les forgerons obtiennent du tsar Fédor Ier la permission de créer une guilde bénéficiant d'une exonération fiscale et d'une indépendance par rapport aux autorités locales. Cet événement marque la naissance de l'industrie de l'armement à Toula. Le premier haut fourneau de Russie est construit à Toula en 1637. Il alimentait l'usine Gorodichtche. La technologie du haut fourneau se répand de là vers la Russie centrale puis finalement vers l'Oural. En 1695, l'armurerie de Tula, le grand fabricant d'armes à feu de Russie n'a produit qu'une milliers de mousquets . Le forgeron Nikita Demidoff crée en 1696 une grande fonderie. Il devient le principal fournisseur de l'armée tsariste et Pierre le Grand l'autorise à construire une usine de fabrication d'armes en 1712. Durant le XVIIIe siècle la ville assoit son rôle de centre métallurgique en produisant des instruments agricoles et des objets du quotidien. La famille Lissizyn développe le traitement du cuivre et produit des samovars dont la production ira en croissant au fil des années. Toula est connectée au réseau ferroviaire en 1868 lorsque le tronçon allant de Serpoukhov à Orel est ouvert au trafic (le tronçon Moscou-Serpoukhov avait été inauguré trois ans plus tôt). Lorsque le régime tsariste est renversé par la Révolution de février 1917, les autorités tsaristes sont renversées sans effusion de sang. Durant la guerre civile russe (1917-1923) l'usine d'armement de la ville joue un rôle de premier plan dans l'équipement de l'Armée rouge. Cette ville ouvrière deviendra un centre industriel. Entre 1811 et 1914 la population de la ville est multipliée par trois passant de 52 000 à 140 000 habitants. À la veille de la Seconde guerre mondiale elle a été encore multipliée par deux atteignant 272 000 habitants.

### Seconde guerre mondiale
Au cours de la Seconde Guerre mondiale, lors de la bataille de Moscou, à la fin de 1941, Toula fut l’une des villes où les Soviétiques parvinrent à stopper définitivement l’avancée des armées allemandes, au prix d’une résistance acharnée et de lourdes pertes. Une division du NKVD, un régiment d'ouvriers des arsenaux et les canons d'un régiment de DCA arrêtent in extremis la 2e armée panzer de Guderian, qui était parvenu à s'infiltrer à 6 km des tours de la vieille forteresse. C’est en raison de cette action héroïque que Toula reçut le titre de Ville héros en 1976.

### Depuis 1945
La ville, partiellement détruite durant la guerre, est progressivement reconstruite : les immeubles résidentiels et commerciaux édifiés à cette époque caractérisent encore la plupart des rues et avenues principales de nos jours. Parmi les immeubles remarquables construits après-guerre figurent le théâtre dramatique Maxim Gorki (1970), le siège de l'administration municipale sur la place Lénine près du Kremlin (1983) et le stade de football (1959). L'industrie de l'armement continue à se développer, entre autres grâce à la production accrue d'armes de chasse et de sport.

## Population
La ville compte environ un demi-million d'habitants. Selon le recensement de la population de la Russie réalisé en 2020, Toula se classe au 42e rang par sa taille parmi les 1117 villes de Russie..  Comme dans une grande partie de la Russie la situation démographique de Toula s’est fortement dégradée dans les années 1990. La natalité, déjà très faible en 1990 (10 pour mille), s’est effondrée, tandis que la mortalité a dépassé les 20 pour mille. En 2005, la situation est encore inquiétante avec un taux de natalité de seulement 7,6 pour mille, un taux de mortalité de 19,3 pour mille, soit un déficit de 11,7 pour mille. Après avoir culminé à 541 400 habitants en 1992, la population de Toula a donc fortement baissé ces dernières années. L’incorporation de quatre communes périphériques dans la ville de Toula en 2007 a fait remonter le nombre d'habitants de 45000 habitants mais la ville ne compte plus que 461000 habitants en 2022.  
| 1811   | 1840   | 1856   | 1863   | 1897*   | 1926*   | 1939*   |
| ------ | ------ | ------ | ------ | ------- | ------- | ------- |
| 52 100 | 51 700 | 50 600 | 56 700 | 114 733 | 150 132 | 272 224 |

| 1959*   | 1970*   | 1979*   | 1989*   | 2002*   | 2010*   | 2014    |
| ------- | ------- | ------- | ------- | ------- | ------- | ------- |
| 315 639 | 461 965 | 514 008 | 539 980 | 481 216 | 501 129 | 490 508 |

| 2015    | 2016    | 2017    | 2018    | 2019    | 2020    | 2021    |
| ------- | ------- | ------- | ------- | ------- | ------- | ------- |
| 487 841 | 485 930 | 485 221 | 482 873 | 479 105 | 475 161 | 467 955 |

La population de la ville comme celle de l'oblast est très homogène sur le plan ethnique Les Russes représentent 95% de la population. Les autres nationalités sont les Ukrainiens, les Tatars, les Arméniens et les Azerbaïdjanais. Le culte largement majoritaire est celui de l'Eglise orthodoxe russe. Les autres religions pratiquées sont le judaïsme, le protestantisme et, en nombre très restreint, l'islam et le catholicisme.

## Politique et administration

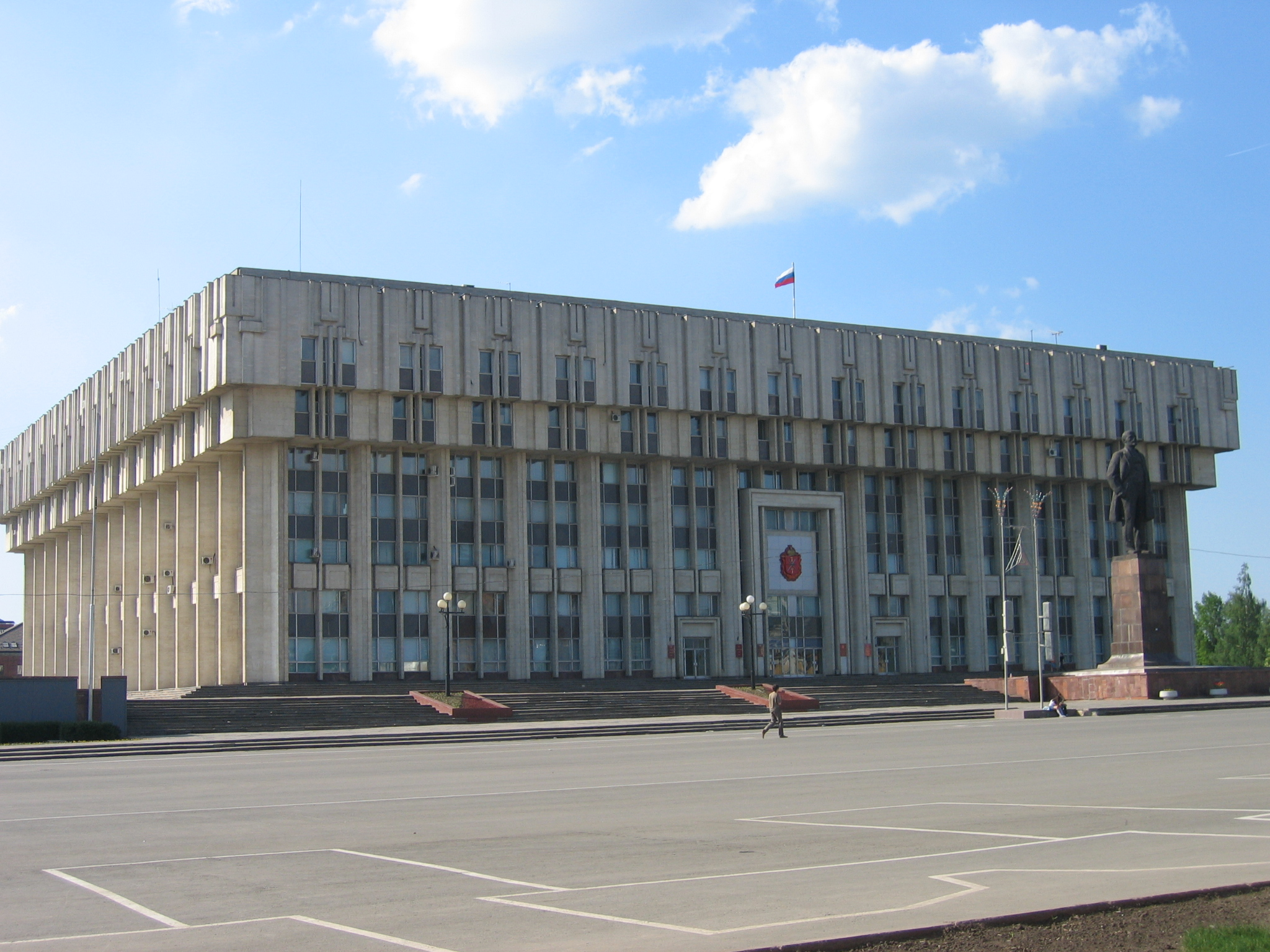
Siège de l'administration municipale de Toula.

Toula est le chef-lieu de l'oblast de Toula un des 47 oblasts de la fédération de Russie, qui est bordé par les oblasts de Moscou, Riazan, Lipetsk et Kalouga. L'oblast a une superficie de 25 679 km² et s'étend du nord au sud sur 200 kilomètres  et de l'est à l'ouest sur 190 kilomètres et comprend environ 1,5 million d'habitants (densité : 61 habitants/km²). Toula constitue la plus grande ville de l'oblast, la deuxième ville de l'oblast étant Novomoskovsk (Russie) quatre fois moins peuplée. La superficie de Toula est de 145,2 km² et sa densité est de 3400 habitants/km². D'un point de vue administratif, Toula a le statut de ville et est subdivisé en cinq raïons dont la population est comprise entre 70 000 et 150 000 habitants : les raïons de Tsentralni (central en russe) et Sovetski (soviétique) comprennent essentiellement le centre-ville, le raïon Saretschenski (rivière) regroupe les quartiers nord de la ville, le raïon Proletarski (prolétaire), le plus peuplé, comprend les zones résidentielles de la rive de l'Upa tandis que le raïon Privoksalni se trouve à l'ouest de la ligne de chemin de fer qui dessert Moscou.
Sa mairesse est Olga Slyusareva, cycliste russe et championne olympique, qui a été élue en octobre 2019.

## Économie

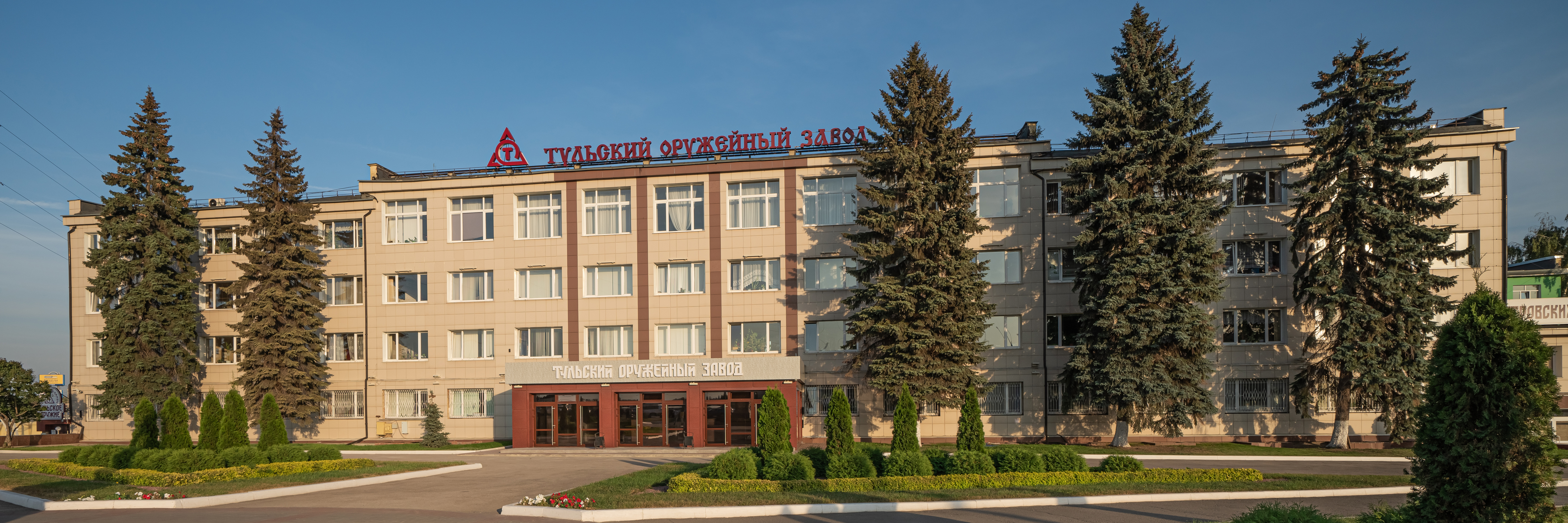
Entrée de la Тульский оружейный завод

Située au centre du bassin houiller moscovite, Toula est proche de gisements de fer faisant de la ville un centre métallurgique à partir de XVIe siècle. La Toulski Oroujeïny Zavod (russe : Тульский оружейный завод) fabrique des armes réputées pour des utilisations civiles et militaires sous la marque TOZ et emploie 6 000 personnes à Toula. Toula abrite des constructeurs de machines agricoles et d’articles de quincaillerie. Elle était connue comme la capitale du samovar. En effet les samovars étaient fabriqués ici en grand nombre et vendus dans toute la Russie impériale.

### Transports
Toula est située sur la grande voie de communication russe  qui relie Moscou à la Russie du sud et au nord de l'Ukraine. Elle constitue un nœud routier et ferroviaire de première importance. La ville dispose par ailleurs d'un réseau de transports en commun étoffé. Faute de trafic, l'aéroport de la ville qui assurait des liaisons à courte distance a été fermé en 1992. Les habitants vont prendre l'avion à Moscou.

### Réseau routier
Deux autoroutes passent par Toula : la M2 qui relie Moscou à Belgorod via Koursk et la M4 qui relie Moscou à Krasnodar et Novorossiïsk (sur la mer Noire) via Lipetsk et Voronej. La route fédérale R132 relie la ville à Riazan vers l'est et Kalouga vers l'ouest. Des routes relient également Toula aux villes de Aleksine, et Kireïevsk. Dans la ville les artères les plus importantes sont Prospekt Lenina (Avenue Lénine en français), qui relie le centre-ville à la banlieue sud, Krasnoarmeiski Prospect (Armée Rouge) et Venjovskoïe Schosse dans le nord de la ville.

### Réseau ferroviaire

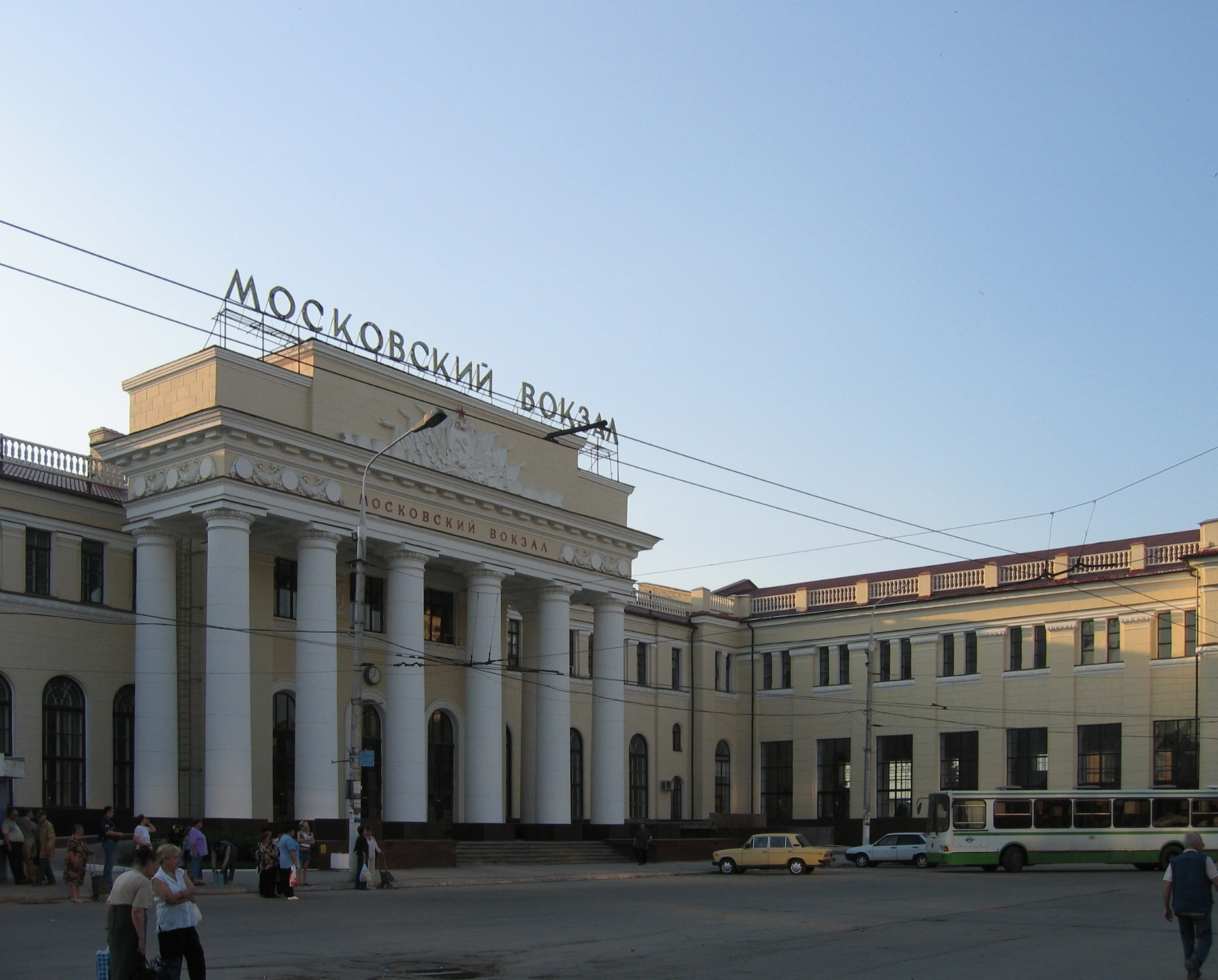
Bâtiment de la gare de Moscou d'où partent tous les trains intercités.

Plusieurs lignes ferroviaires desservent Toula. La plus importante est la ligne électrifiée Moscou-Orel-Koursk-Belgorod sur laquelle circule principalement des intercités.. Toutes les liaisons ferroviaires à longue distance au départ de Toula se font  de la gare de Moscou (parfois également appelée Toula-1) située à l'ouest du centre-ville. Chaque jour entre 20 et 30 paires de trains assurant des liaisons directes avec les villes de Saint-Pétersbourg, Arkhangelsk, Mourmansk, Perm, Kazan, Kirov, Rostov-sur-le-Don, Sotchi, Kislovodsk ainsi que des villes ukrainiennes telles que Kharkiv, Sébastopol , Donetsk et Dnipro. Des trains de desserte régionale relient Toula aux villes voisines de l'oblast comme  Novomoskovsk et Shchokino ainsi qu'aux villes de Moscou (gare de Koursk), Serpoukhov, Orel et Kalouga. Le temps de trajet entre Toula et Moscou à bord d'un train régional est compris entre deux heures et demi à trois heures. Outre la gare de Moscou il existe quatre autres gares plus petites sur le territoire de la ville qui sont utilisées exclusivement par des trains régionaux. La ligne Moscou-Belgorod est la seule ligne électrifiée. Les autres lignes desservant la ville sont des lignes secondaires au trafic très réduit parcourues par des trains tractés par des locomotives diesel. Une ligne à voie étroite reliant Toula à Tchekaline est restée en service entre 1905 et 1996.   

### Transports en commun

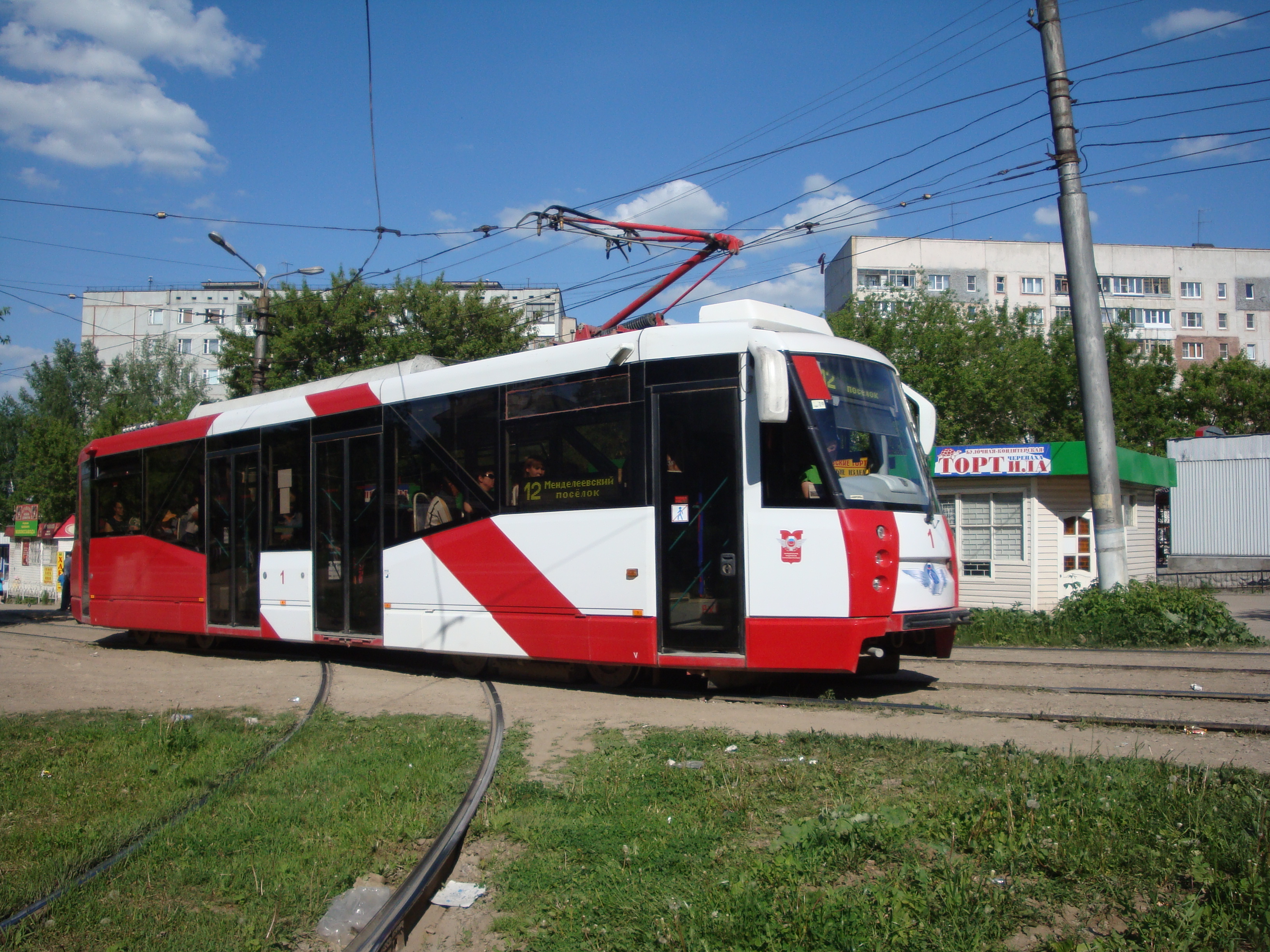
Tramway de Toula.

Le réseau de transports en commun de Toula repose sur des lignes de tramways, de trolleybus et de bus. Il est complété par les marchroutkas, un système de taxi collectif à trajet fixe répandu dans les villes russes, ainsi que quelques trains assurant un trafic avec la banlieue de la ville. Le réseau de tramways de Toula, inauguré en 1927, comprend en 2021 10 lignes totalisant 92 kilomètres qui sont maintenues malgré les menaces régulières de démantèlement. Il est desservi par des rames comportant une seule voiture parfois couplées entre elles. Le réseau de trolleybus inauguré en 1962 comprend 6 lignes totalisant 64 kilomètres. Au cours de la décennie 2010 plusieurs lignes ont été supprimées. Le réseau de bus est constitué de 32 lignes.

## Culture et patrimoine

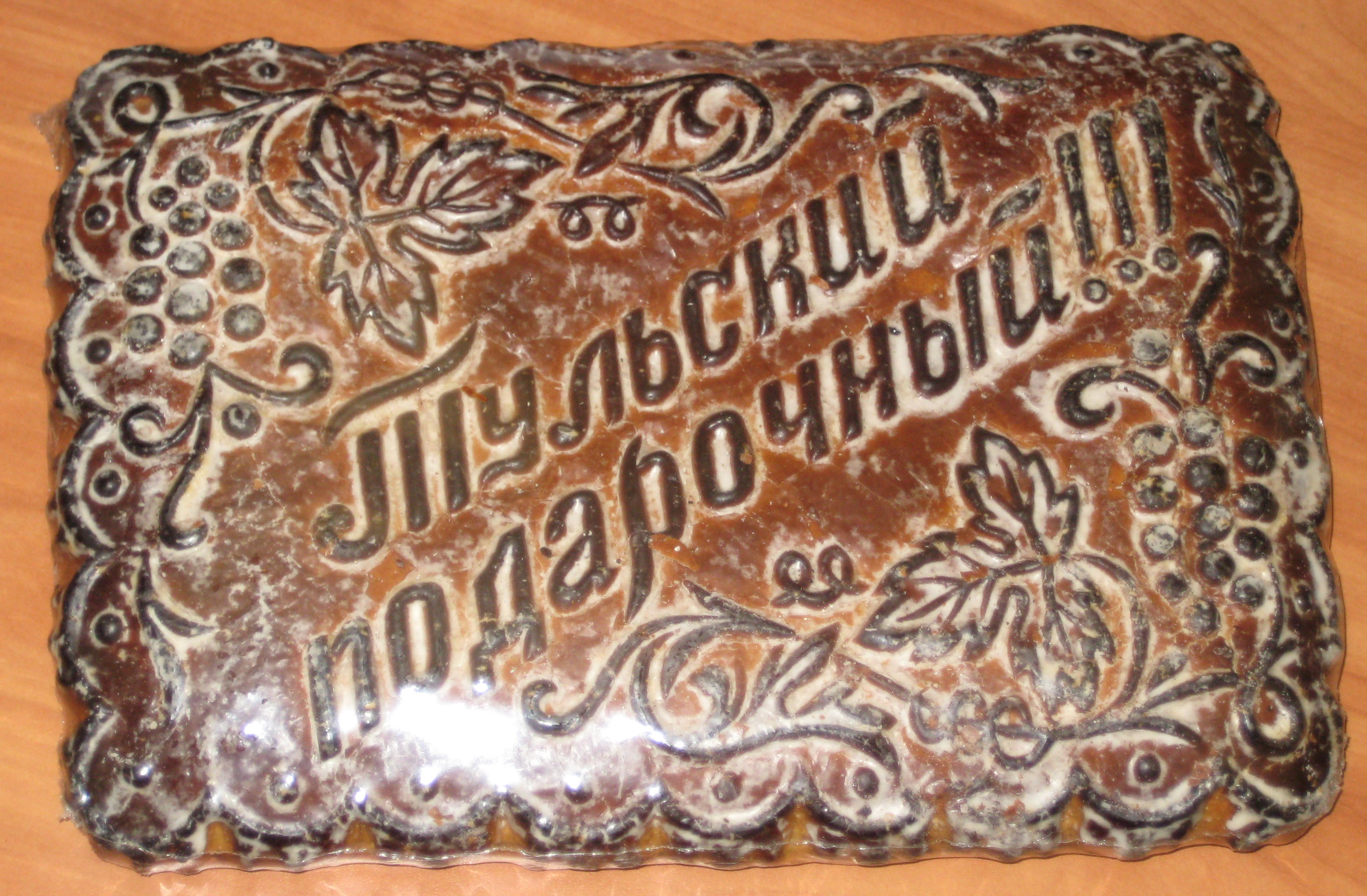
Un prianik, spécialité culinaire de Toula.

Le centre-ville a été construit en suivant un plan semi-circulaire. Elle a conservé de son passé un kremlin rectangulaire, plusieurs édifices religieux et des immeubles du XVIIIe siècle.
- Cathédrale orthodoxe de Tous-les-Saints (1825)
- Église catholique Saints-Pierre-et-Paul (1893-1896)

Toula est réputée en Russie pour ses prianiks, un type de pain d'épices. On fabrique un modèle particulier de garmon (accordéon à anche libre très populaire en Russie) : le garmon de Toula.

Monuments de la ville de Toula
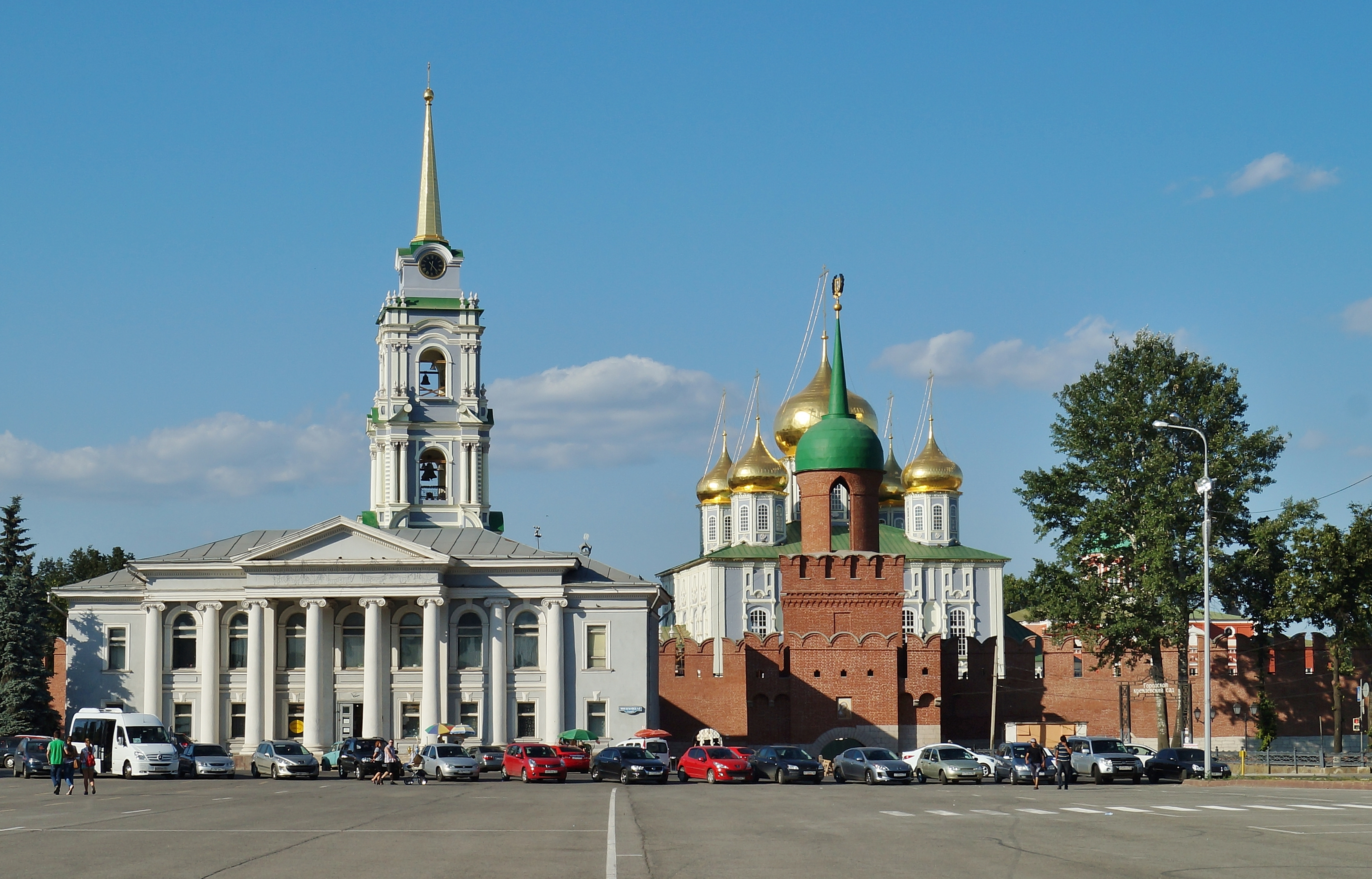
Le kremlin de Toula
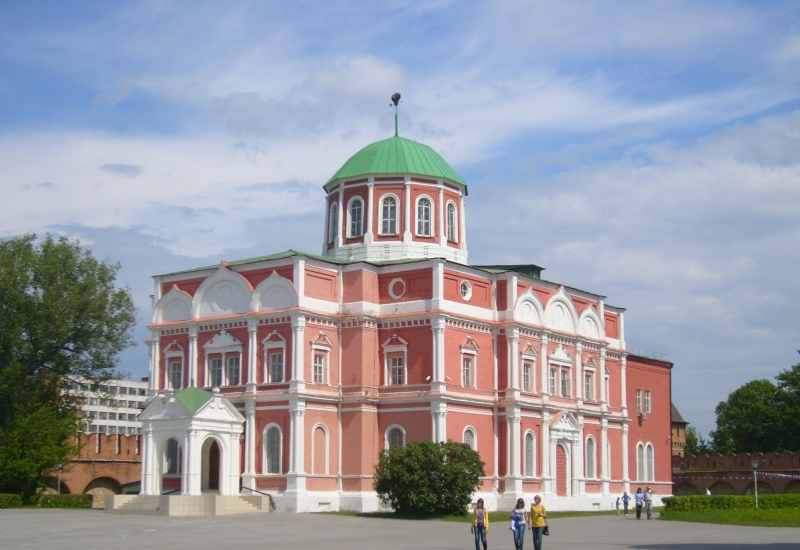
Cathédrale du kremlin de Toula
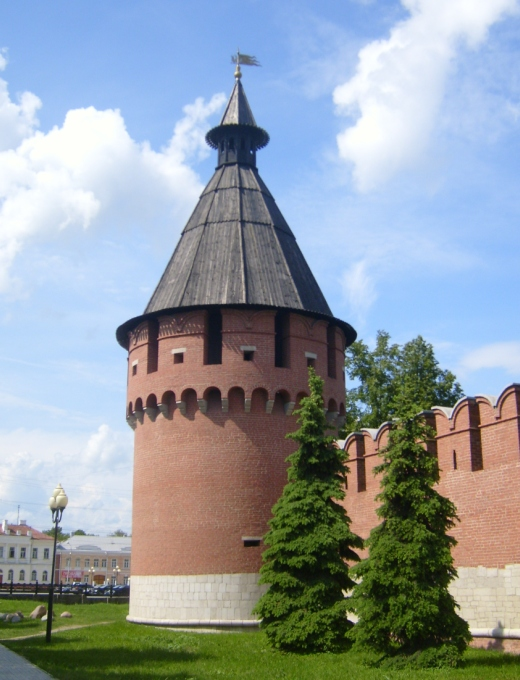
Tour Spasskaïa du kremlin de Toula.
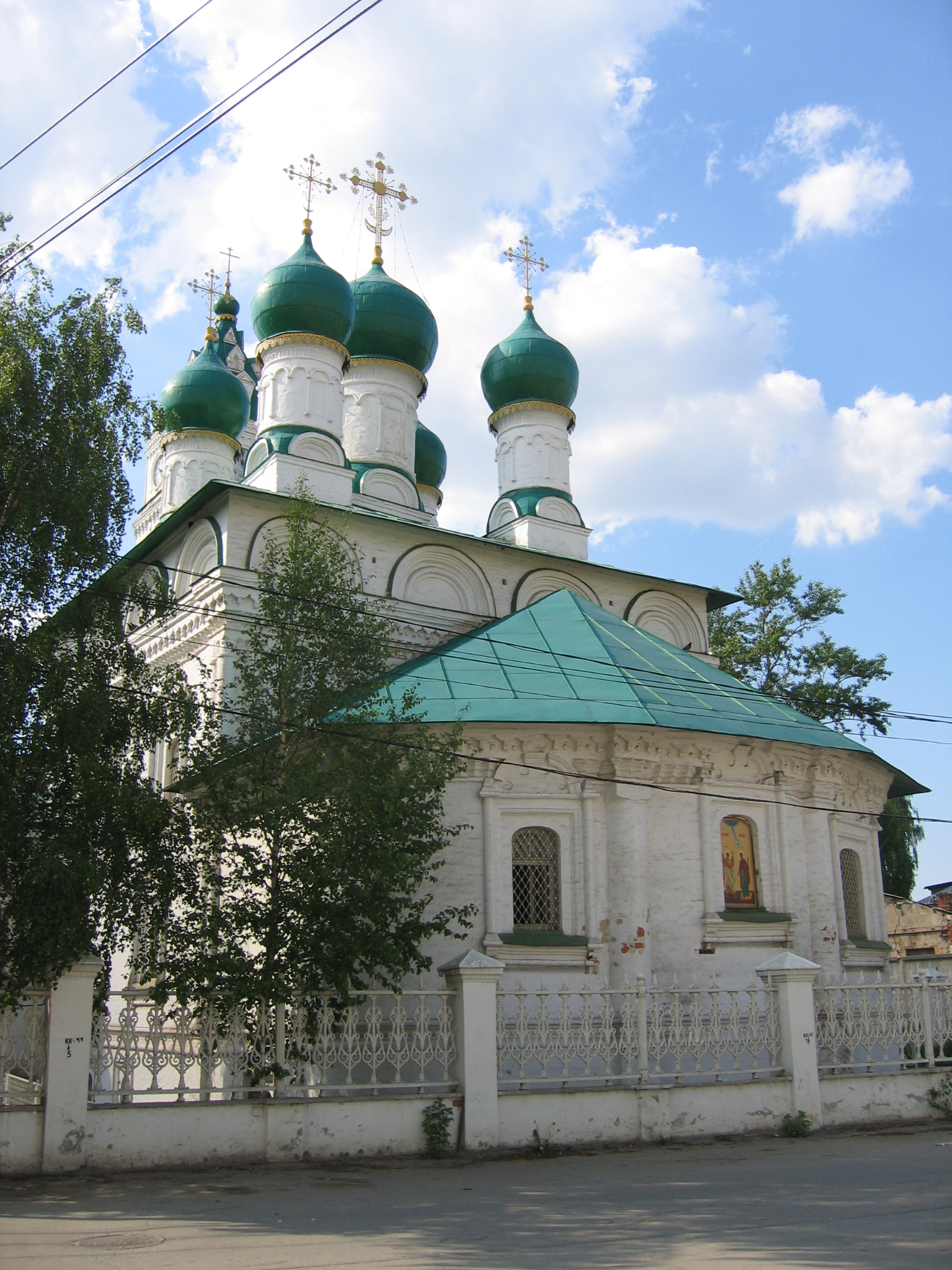
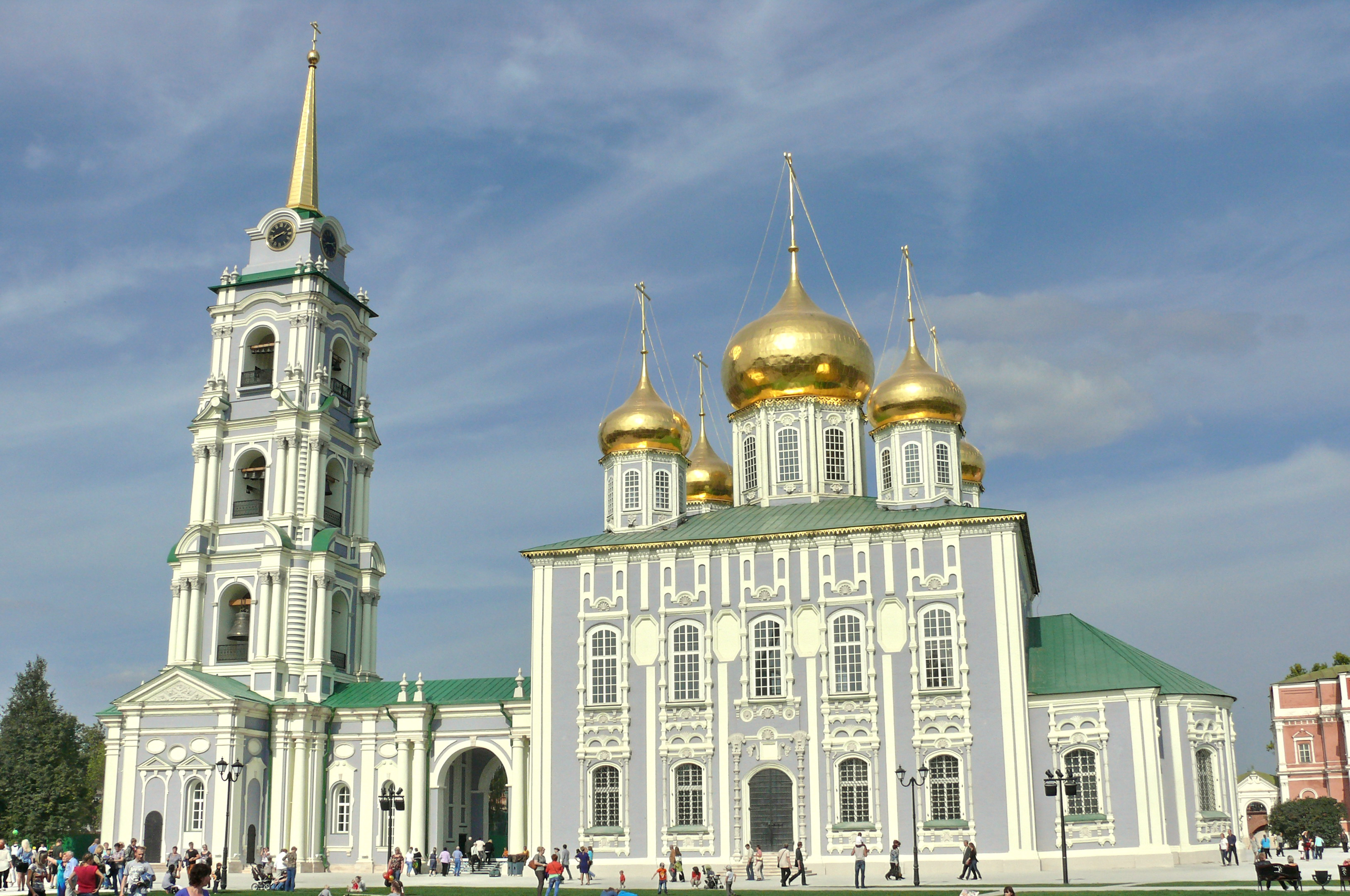
Cathédrale  de l'Assomption du kremlin de Toula
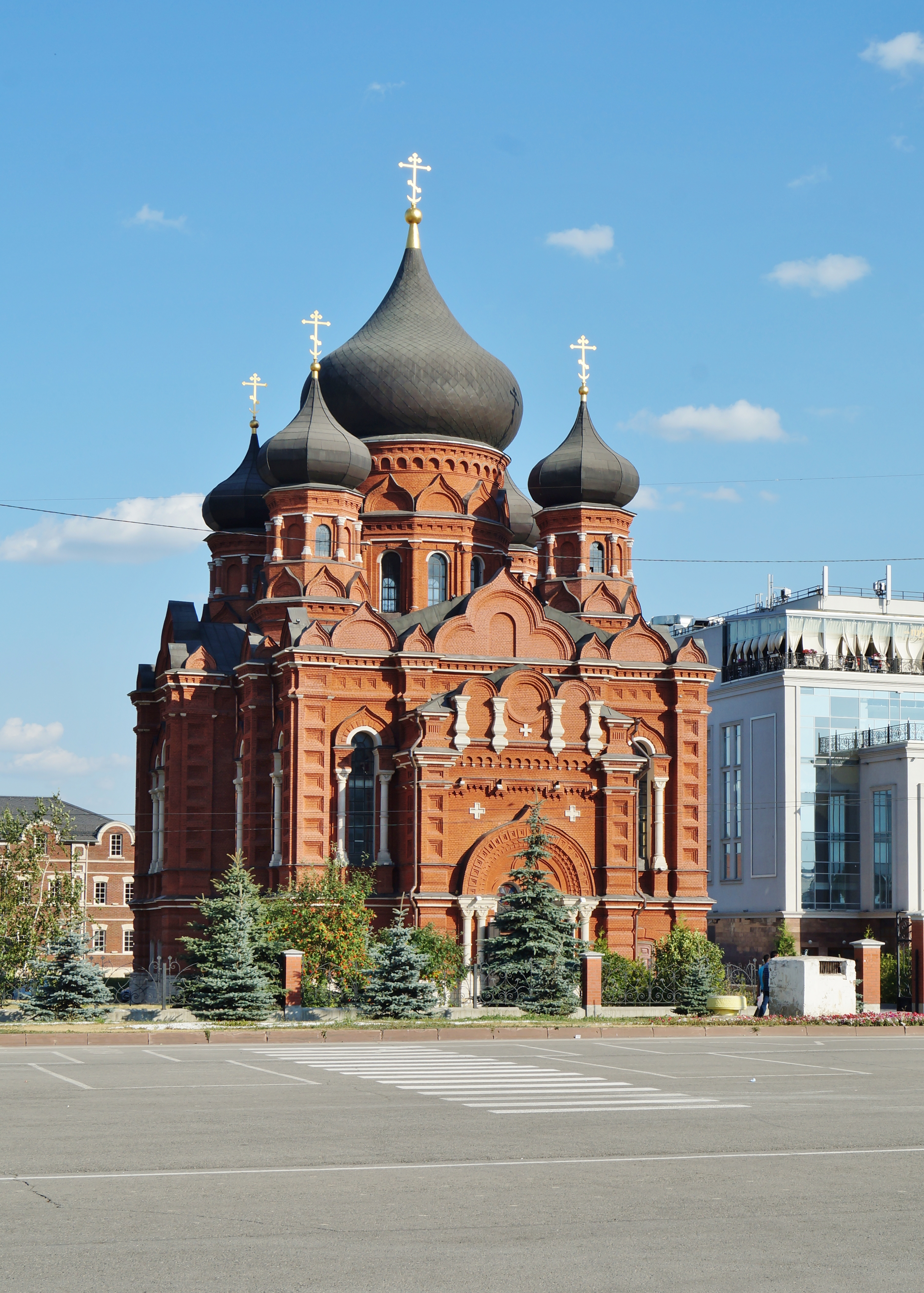
Cathédrale de l'Assomption (monastère)
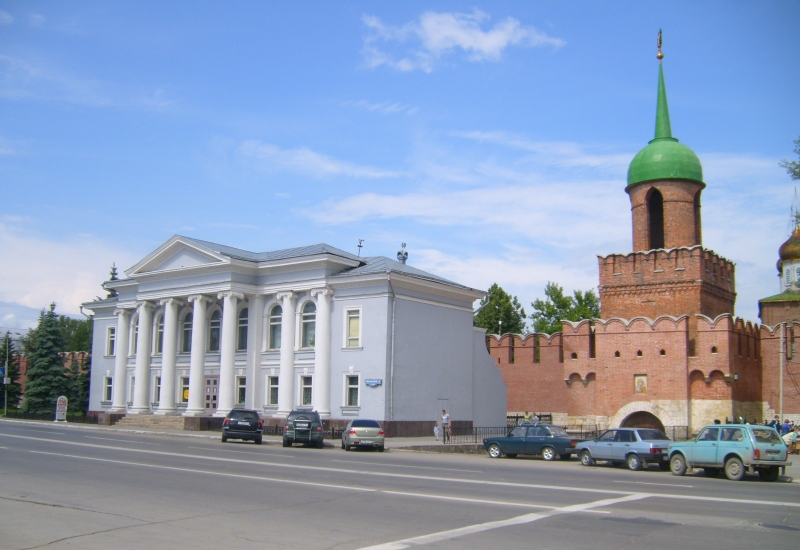
Musée des samovars et porte Odoïevski du kremlin
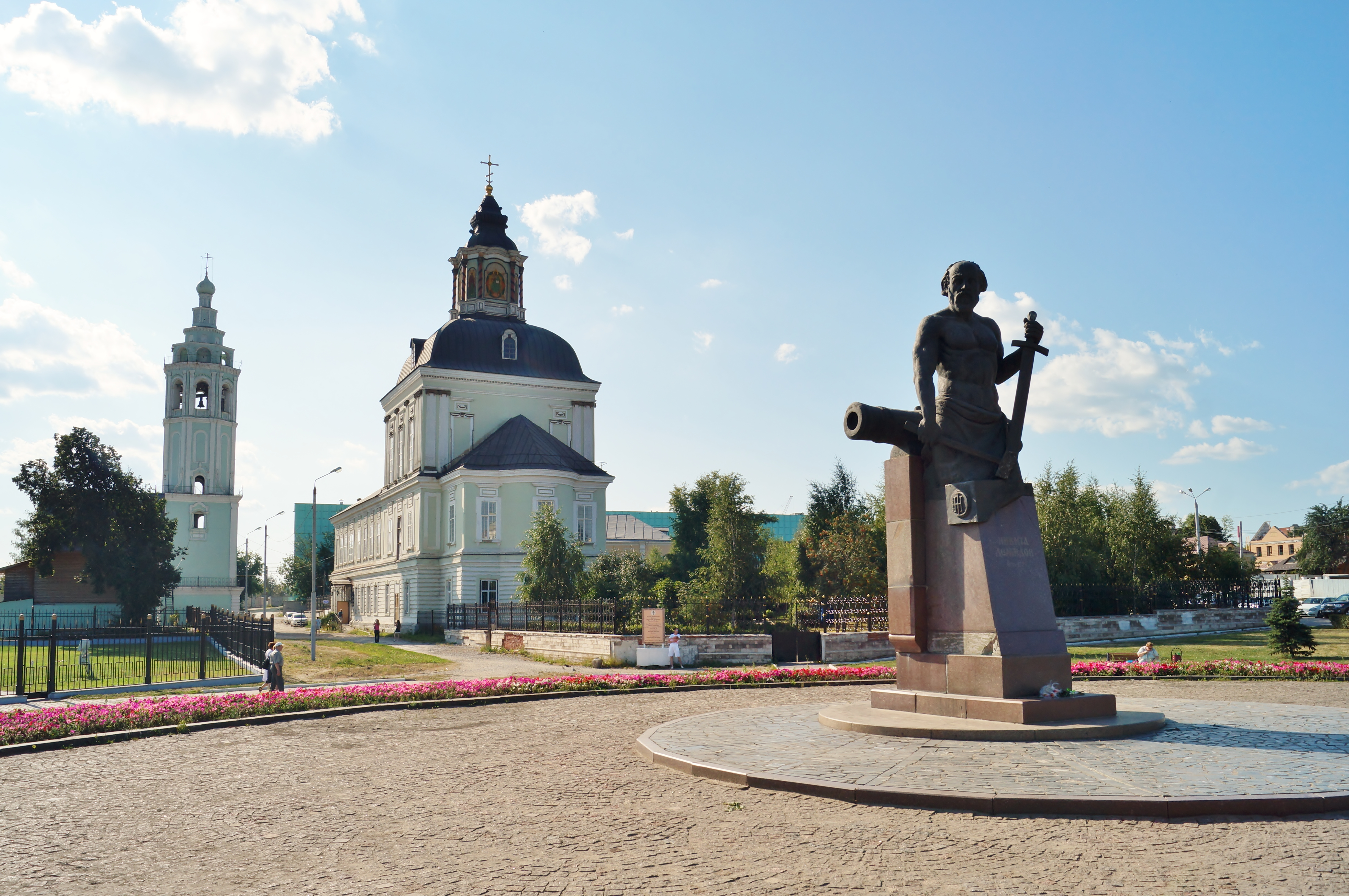
Eglise Nicolas Tsareski
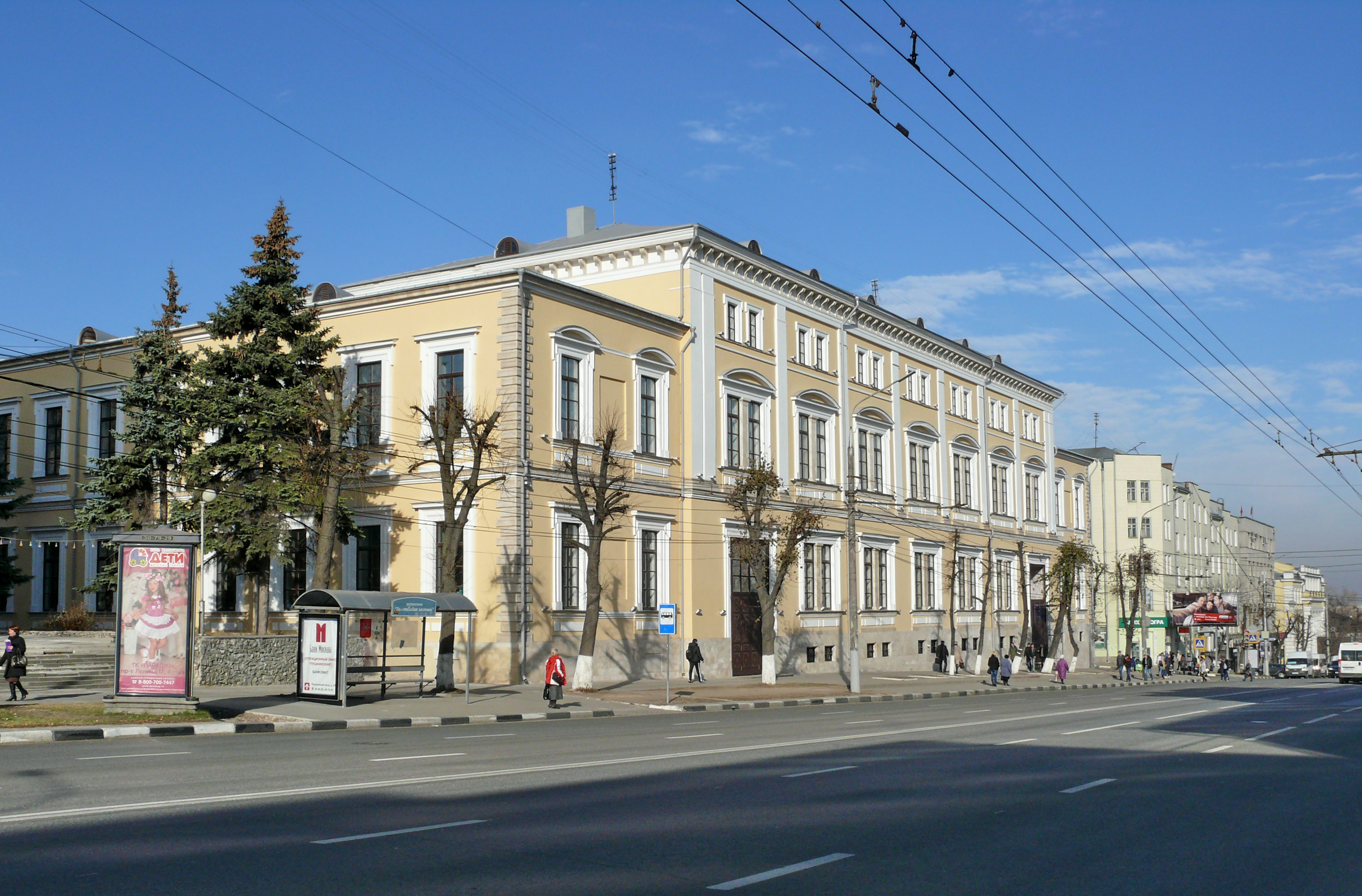
Bâtiment de l'assemblée des nobles.
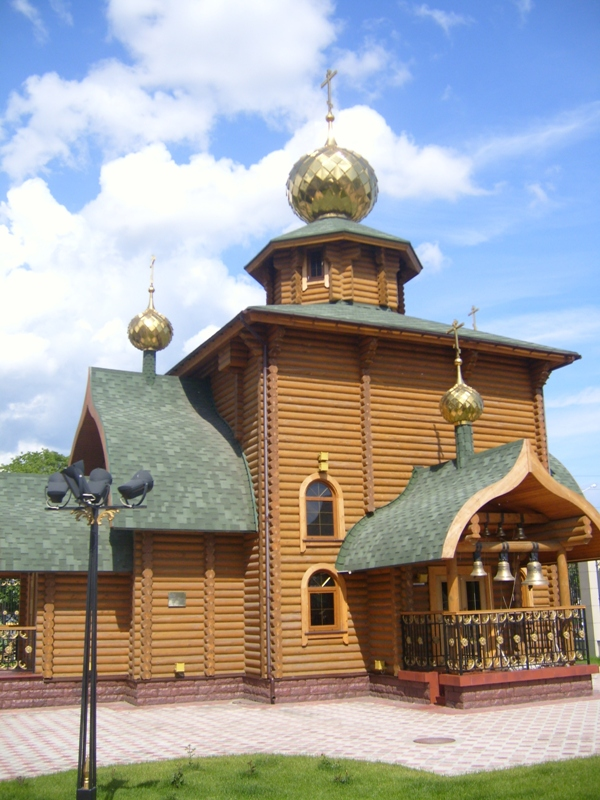
Eglise du prince Volodymyr
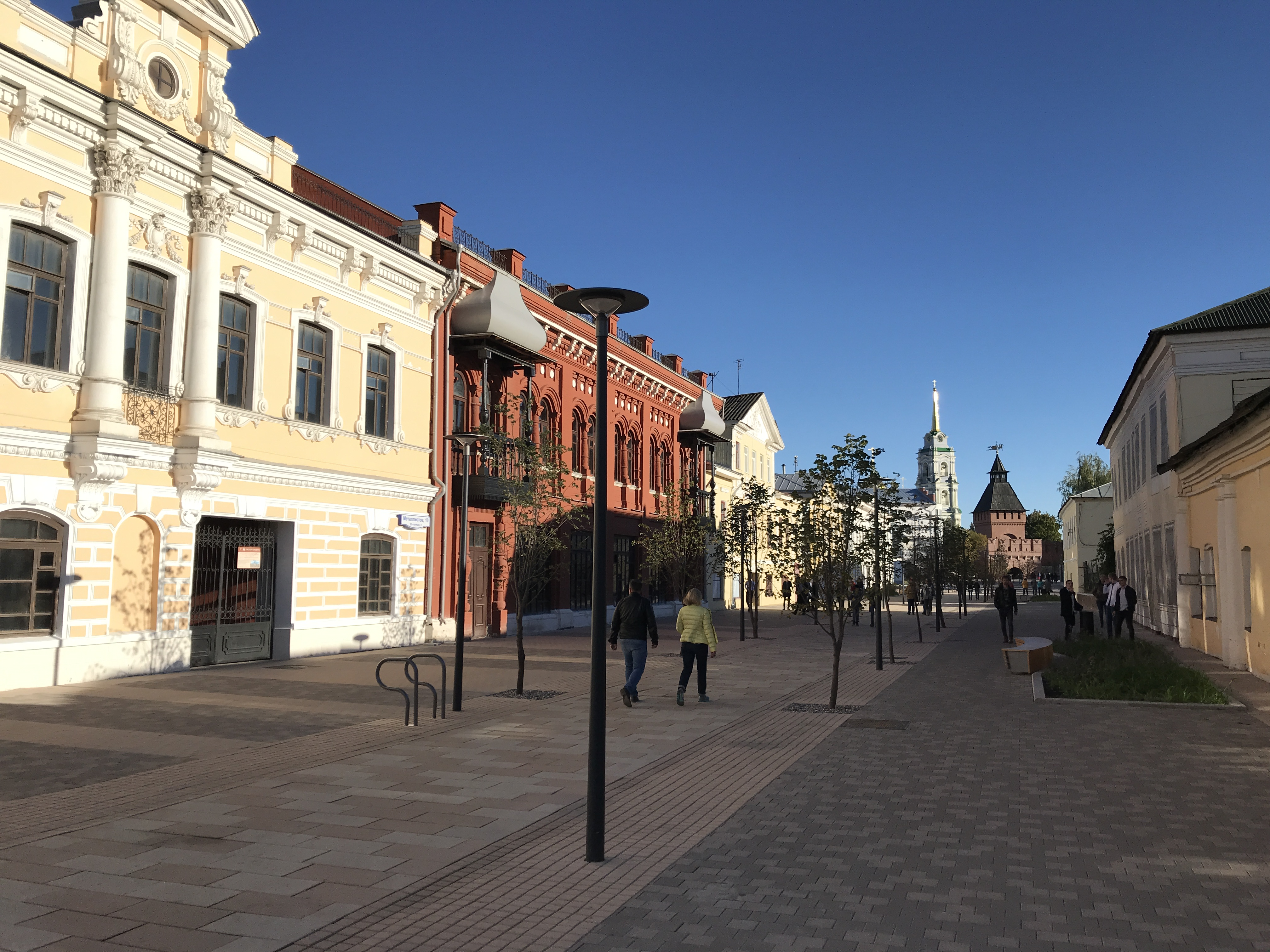
Rue Metallistov  dans le centre historique de Toula.
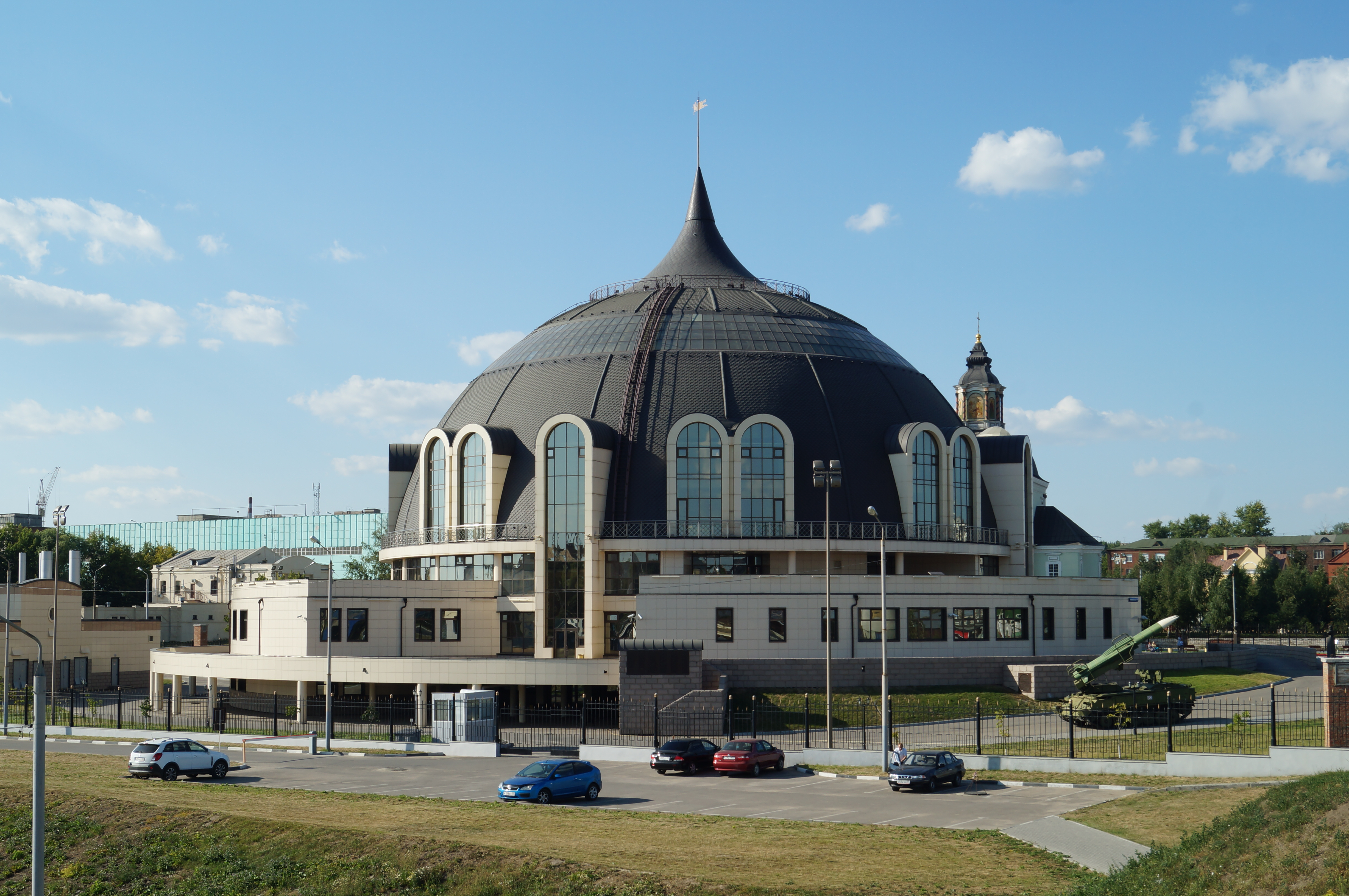
Musée des armes de Toula.

## Éducation

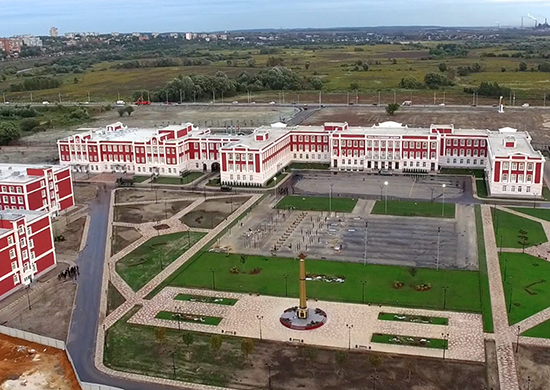
Ecole militaire Souvorov.

La ville compte plus de 80 établissements scolaires. Par ailleurs elle dispose de trois établissements d'enseignement supérieur. L'université d'État de Toula, qui était depuis sa fondation en 1930 spécialisée dans les métiers de la métallurgie, forme également depuis 1995  des médecins, des économistes et des spécialistes du droit. Elle regroupe 17 000 étudiants répartis dans 12 facultés. L'université pédagogique d'État Léon Tolstoï comprend 6 000 étudiants répartis dans 29 départements portant sur l'enseignement et comprend plusieurs laboratoires de recherche (sciences de l'éducation, médecine vétérinaire, métallurgie, modélisation). L'institut technique d'artillerie de Toula est l'établissement d'enseignement supérieur le plus ancien de Toula (fondé en 1869). Il forme les ingénieurs devant travailler dans le secteur de l'armement mais également des officiers. Toula héberge l'école militaire Souvorov de Toula qui est rattachée aux Troupes aéroportées de la fédération de Russie. L'école ouverte en 1944 a été fermée en 1960 avant d'être réactivée en 2016 à la demande du gouverneur Alexeï Dioumine auprès du président Vladimir Poutine.

## Sport
La ville abrite l'équipe de football de l'Arsenal Toula, qui évolue depuis 2016 en première division russe.

## Proverbe russe
"В Тулу со своим самоваром не ездят" (On ne va pas à Toula avec son samovar) : on n'apporte pas une chose là où elle existe déjà en abondance.

## Personnalités
Personnalités nées à Toula :
- Peter Dobrokhotov (1786-1836), graveur lapidaire et glyticien.
- Konstantin Dmitrievich Ouchinsky (1823 - 1871), considéré comme le fondateur de la pédagogie scientifique en Russie.
- Léon Tolstoï (1828-1910) est né et a vécu près de Toula, dans son domaine de Iasnaïa Poliana à une douzaine de kilomètres au sud-ouest de la ville.
- Alexander Bogdanov (1873-1928), économiste et homme politique.
- Vladimir Alexandrovitch Bazarov (1874-1939), philosophe marxiste et économiste.
- Pavel Roudakov (1915-1993), musicien (joueur de concertina) et acteur de cinéma, artiste méritant de la République socialiste fédérative soviétique de Russie.
- Algirdas Julien Greimas (1917-1992), linguiste et sémioticien, fondateur de la sémiotique structurale.
- Valeri Poliakov (1942-2022), cosmonaute-médecin.
- Maxim Mironov (né en 1981), ténor, interprète de Rossini, Mozart, Gluck, Rameau, Grétry.
- Sergueï Zaliotine (1962), cosmonaute.
- Ekaterina Schulmann (1978-), politologue.

Personnalités ayant vécu à Toula :

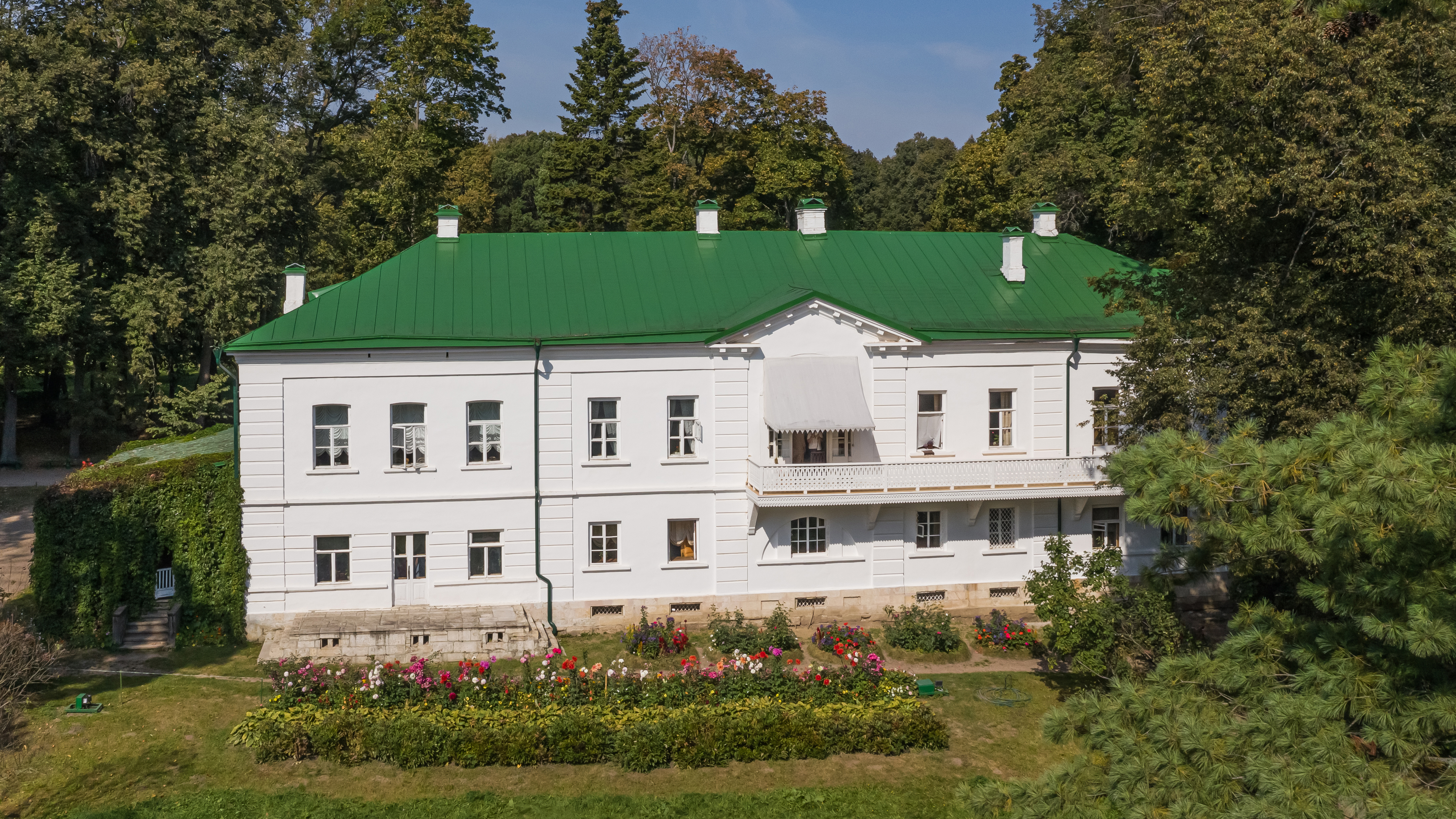
Domaine de Iasnaïa Poliana à une douzaine de kilomètres au sud-ouest de la ville où a vécu l'écrivain Léon Tolstoï.

- Fiodor Vassilievitch Tokarev (1871-1968), militaire et ingénieur à l’arsenal de Toula, concepteur de plusieurs armes légères dont le Tokarev TT 33.
- Jules Joire (1914-1944), Compagnon de la Libération y est mort aux commandes de son avion
- Nikolaï Fiodorovitch Makarov (1914-1988), ingénieur à l’arsenal de Toula, inventeur du pistolet Makarov PM.
- Olga Slyusareva (1969-), championne cycliste, élue maire de la ville en octobre 2019[8].

## Jumelage
- Albany (États-Unis) depuis 1991
- Banská Bystrica (Slovaquie)
- Koutaïssi (Géorgie)
- Moguilev (Biélorussie)
- Villingen-Schwenningen (Allemagne)
- Reims (France)